# Mosty (obwód samarski)
Mosty (ros. Мосты) – wieś (sieło) w Rosji, w obwodzie samarskim, w rejonie piestrawskim. W 2010 liczyła 955 mieszkańców.